# Messier 4
A Messier 4 (más néven M4 vagy NGC 6121) egy gömbhalmaz a Skorpió csillagképben.

## Felfedezése
Az M4 gömbhalmazt Philippe Loys de Chéseaux svájci csillagász fedezte fel 1764-ben. Charles Messier 1764. május 8-án katalogizálta, és ez volt az első és egyetlen gömbhalmaz, amelyet ő maga sikeresen csillagokra tudott bontani.

## Tudományos adatok
Az M4 Földtől mért távolsága mindössze 7200 fényév, így 2007-ig, az FSR 1767 felfedezéséig ezt az objektumot tartották a hozzánk legközelebb eső gömbhalmaznak. A Messier 4 gömbhalmazban lévő PSR B1620-26c pulzár körül kering egy bolygó, a rendszer tagja emellett egy fehér törpe is. A legöregebb ismert bolygó, korát 13 milliárd (földi) évre teszik.

## Megfigyelési lehetőség
Az M4 könnyen megtalálható a fényes Antares csillagtól 1m 3s távolságra nyugatra. Megfelelő körülmények között szabad szemmel is észlelhető. Magyarországról január és augusztus között figyelhető meg. Megpillantását nehezíti az alacsony horizont feletti magassága. Nagyon laza gömbhalmaz.
A Messier-maraton során az M9 után és az M80 gömbhalmazok előtt érdemes felkeresni.

## Csillagfejlődési rejtély
Egy 2016-os tanulmányban kutatók nemzetközi csoportja meghatározta több csillag fényének elemzésével a csillagok kémiai összetételét, és azt a meglepő felfedezést tették, hogy a csillagok fele „kihagyja” a vörös óriás fázist, és ehelyett rögtön fehér törpévé válik. Az eddigi tudományos modellek szerint a csillagok a fejlődésük során felfúvódnak, vörös óriássá válnak, majd több millió év múlva összeroskadnak és fehér törpe lesz belőlük. Ezzel az elmélettel nem magyarázható, de megfigyelt „korai halál” csak a nátriumban gazdag, oxigénben szegény csillagok esetén fordul elő.
A megfigyeléseket a HERMES nevű (high efficiency and resolution multi-element spectrograph) spektrográffal végezték az Anglo Australian Telescope (AAT)-hoz csatlakoztatva.